# Can Mir (Canet de Mar)
Can Mir és una obra amb elements gòtics de Canet de Mar (Maresme) protegida com a Bé Cultural d'Interès Local.

## Descripció
Casal gran de la primera època de Canet, modificat als segles XVIII, XIX i XX. Al segle xviii es reformaren les obertures i la reixa de la façana, i al segle xix i principis del XX s'introduïren els arcs i parts de la coronació. Té un gran portal adovellat i una finestra a l'angle de granit abuixardat. És de dues plantes i la torre té baixos i tres pisos. Damunt el finestral gòtic hi ha un matacà. A la darrera reforma de la planta baixa s'ha convertit una finestra en portal d'una botiga.

## Història
Segons Josep Rovira, aquest casal ocupa l'espai que hauria pertangut a la masia de Can Cabanyes de la Vall que probablement es podria haver conservat tot sencer en alguna part.